# Episodi di 15/Love (prima stagione)
La prima stagione di 15/Love è composta da 26 episodi. In Italia è stata trasmessa su Italia 1 a partire dal 27 giugno 2005.
| nº | Titolo originale             | Titolo italiano             | Prima TV Canada   | Prima TV Italia |
| -- | ---------------------------- | --------------------------- | ----------------- | --------------- |
| 1  | Bienvenue à Cascadia         | La sfida                    | 6 settembre 2004  | 27 giugno 2005  |
| 2  | La princesse et le clown     | Una piccola grande tennista | 13 settembre 2004 | 28 giugno 2005  |
| 3  | Le bal et le clochard        | Una cotta costosa           | 20 settembre 2004 | 29 giugno 2005  |
| 4  | Petits snacks entre amis     | Il compleanno di Adena      | 27 settembre 2004 | 30 giugno 2005  |
| 5  | Haute tension                | La star dell'hockey         | 4 ottobre 2004    | 1º luglio 2005  |
| 6  | Le monstre du Memphré        | Il mostro del lago          | 11 ottobre 2004   | 4 luglio 2005   |
| 7  | Les apprenties sorcières     | La ragazza di campagna      | 18 ottobre 2004   | 5 luglio 2005   |
| 8  | Doubles mixtes               | Doppio misto                | 1º novembre 2004  | 6 luglio 2005   |
| 9  | 30/A                         | Il fascino del campione     | 8 novembre 2004   | 7 luglio 2005   |
| 10 | Megan et la secte vaudou     | Superstizioni               | 15 novembre 2004  | 8 luglio 2005   |
| 11 | Drague: mode d'emploi        | Alla conquista di Monique   | 22 novembre 2004  | 11 luglio 2005  |
| 12 | L'inventione du siècle       | L'invenzione di Squib       | 29 novembre 2004  | 12 luglio 2005  |
| 13 | Megan et Sébastien           | Il record                   | 17 gennaio 2005   | 13 luglio 2005  |
| 14 | La Vie après                 | La vita continua            | 17 gennaio 2005   | 14 luglio 2005  |
| 15 | Justin contre-attaque        | Il sorvegliante             | 24 gennaio 2005   | 15 luglio 2005  |
| 16 | Le choix d'Adena             | Nata per il jet set         | 7 febbraio 2005   | 18 luglio 2005  |
| 17 | Mauvaise rèputation          | Questione di look           | 14 febbraio 2005  | 19 luglio 2005  |
| 18 | Question d'image             | Un bravo coach              | 21 febbraio 2005  | 20 luglio 2005  |
| 19 | Courrier du cœur             | L'ammiratore segreto        | 28 febbraio 2005  | 21 luglio 2005  |
| 20 | King Pong                    | Il re del ping pong         | 7 marzo 2005      | 22 luglio 2005  |
| 21 | Squib ° la Une               | In prima pagina             | 14 marzo 2005     | 25 luglio 2005  |
| 22 | Petites trahisons entre amis | Incubi e gelosie            | 21 marzo 2005     | 26 luglio 2005  |
| 23 | Leçons de séduction          | Bon ton e tennis            | 30 marzo 2005     | 27 luglio 2005  |
| 24 | Espirit es-tu là?            | Fantasmi                    | 6 aprile 2005     | 28 luglio 2005  |
| 25 | Rick le maître des clefs     | Piscina party               | 13 aprile 2005    | 29 luglio 2005  |
| 26 | Le choix de Cody             | Il torneo K 10              | 20 aprile 2005    | 1º agosto 2005  |

## La sfida
- Titolo originale: Bienvenue à Cascadia
- Diretto da: Paolo Barzman
- Scritto da: Derek Schreyer

### Trama
Cody Meyers è una nuova allieva che, spinta dal padre, che vi lavora come psicologo, decide di entrare alla Cascadia, una famosa accademia di tennis; ma lei non è una giocatrice, bensì un'aspirante giornalista e fotografa. Qui conosce Adena Stiles e Megan O'Connor che la prendono inizialmente in antipatia perché le ha fatte perdere una sfida contro i maschi. Chi le si avvicina subito sono invece Sebastien Dube, un nuovo arrivato come lei, e Rick Geddes, l'emarginato della scuola, che la fa avvicinare al giornalino dove pubblicherà un articolo sugli atleti che la metterà in una nuova positiva luce. Sebastien e Gary Furlong, detto Squib, si lanciano una sfida a colpi di racchetta che quest'ultimo perderà clamorosamente.

## Una piccola grande tennista
- Titolo originale: La princesse et le clown
- Diretto da: Paolo Barzman
- Scritto da: Derek Schreyer

### Trama
Arriva alla Cascadia la piccola e arrogante campionessa Sunny Capaduca che sembra essere riverita da tutti, Squib per vendicarsi di una sconfitta a tennis decide di pubblicare una foto fatta da Cody in cui lei beve una bibita diversa da quella che sponsorizza. Sebastien e Megan nel frattempo fanno amicizia mentre Sunny ha un crollo ed inizia a perdere delle partite contro i compagni. Megan e Adena, nonostante siano amiche da sempre, litigano perché quest'ultima è molto competitiva. Il preside, scoperte le foto, si fa consegnare i negativi che intende tenere per sé; Squib, Sebastien, Cody e Adena decidono di rubarglieli dal momento che è proprio la preoccupazione che questi vengano pubblicati che fa perdere Sunny. Alla fine Megan capisce di essere troppo presa dai suoi obiettivi e di aver tralasciato l'amica e così fa pace con Adena.

## Una cotta costosa
- Titolo originale: Le bal et le clochard
- Diretto da: Paolo Barzman
- Scritto da: Derek Schreyer

### Trama
Viene organizzato un ballo di beneficenza e Sebastien, per non sembrare meno ricco di tutti i suoi compagni di scuola chiede al padre, un semplice addetto alle pulizie, il denaro per parteciparvi. Adena fa notare a Megan che il loro allenatore favorisce sempre Sunny e ritiene lei immeritevole del gruppo in cui lavora; quando se ne rende conto anche lei Meghan decide di ribellarsi. Cody, dopo aver scoperto le umili origini di Sebastien si offre di aiutarlo; questi è ossessionato dall'idea di essere deriso per questo motivo e vuole che non si sappia in giro. Alla fine riesce a comprare il biglietto grazie all'aiuto di Sunny che ha una cotta per lui e lo obbliga a passare la serata insieme a lei con lo scontento di Megan.

## Il compleanno di Adena
- Titolo originale: Petits snacks entre amis
- Diretto da: Paolo Barzman
- Scritto da: Derek Schreyer

### Trama
È il compleanno di Adena e tutto ciò che desidera è mangiare un hamburger: Megan chiede aiuto a Sebastien e Squib per portarla al suo ristorante preferito. Squib sta attraversando un momento difficile e non riesce a vincere le partite, Sebastien lo rimprovera dicendogli che non si allena abbastanza anche se in realtà questi lo fa ogni giorno di nascosto. La fuga, a cui partecipa anche Cody, non va in modo sperato: infatti si ritrovano bloccati in palestra; qui avranno tutta la notte per conoscersi meglio e divertirsi.

## La star dell'hockey
- Titolo originale: Haute tension
- Diretto da: Paolo Barzman
- Scritto da: Derek Schreyer

### Trama
Tutti si allenano in vista della Cascadia Cup, ma vengono distratti dall'arrivo di Justin Powers, una nuova stella dell'hockey; questi è subito attratto da Megan e sembra intenzionato a conoscerla. Dopo aver passato un pomeriggio insieme ad allenarsi i due si baciano. Squib e Sebastien litigano a causa del menefreghismo del primo e della serietà del secondo. Trovatosi solo con Justin, Sebastien scopre che sta solo prendendo in giro Megan e quando l'avverte di stare attenta lei se ne va arrabbiata; quando perde l'incontro della Cascadia Cup poi si infuria e litiga anche con Adena. Arrivato il momento dell'incontro fra Sebastien e Squib questi viene spinto da Justin ad usare un tranquillante per aumentare le sue capacità, ma lui non cede e vince l'incontro lealmente arrivando alle semifinali; anche Adena avanza nel torneo, ma ha dei problemi con il padre, troppo autoritario. Megan si rende conto che Justin è solo un farfallone e si accorge di essere innamorata di Sebastien.

## Il mostro del lago
- Titolo originale: Le monstre du Memphré
- Diretto da: Craig Pryce
- Scritto da: Skander Halim

### Trama
Cody è stufa di fotografare sempre e solo tennis ed è in cerca di nuovi spunti: l'aiuto le arriva da Squib che le propone di fotografare il "mostro del lago" per arricchirsi. Arrivato sul posto Squib si mette a pescare e passa così tutto il pomeriggio; al momento di tornare indietro il motore non parte e i due restano bloccati senza contatti con l'esterno. Obbligati a stare insieme i due si conoscono meglio ed alternano momenti di feeling a momenti di litigio; neanche l'improvvisa comparsa di qualcosa che scuote la barca sembra metterli d'accordo. Dopo l'ennesima litigata Cody confessa a Squib di pensarlo spesso e lui la bacia, ma alla fine si fraintendono come al solito e decidono, con il rammarico di entrambi, di far finta che non sia successo nulla.

## La ragazza di campagna
- Titolo originale: Les apprenties sorcières
- Diretto da: Paolo Barzman
- Scritto da: Sheri Elwood

### Trama
Adena e Megan decidono di dare consigli di moda ad una nuova arrivata, Violet, e di perdere di proposito per far credere a Sunny che sia molto forte; alla fine però la nuova compagna si rivela brava per davvero e lo scherzo inizia a ritorcersi contro di loro che inizieranno a tifare per la bambina. Nel frattempo Sebastien si assenta da suola, facendo credere a tutti di essere ad un incontro diplomatico con il suo ricco padre; questi è invece soltanto un cameriere che ha bisogno del suo aiuto per pagare l'affitto. Quando Violet scopre che le ragazze l'hanno aiutata solo per far inglosire Sunny si vendica e diventa quasi insopportabile; vince anche l'incontro con Sunny e sembra davvero la fine dei giorni felici per le nostre protagoniste. In realtà però Sunny confida che ha perso di proposito per far notare la "bravura" dell'avversaria ad un talent scout di un'altra scuola che le offrirà così un posto nell'accademia.

## Doppio misto
- Titolo originale: Doubles mixtes
- Diretto da: Paolo Barzman
- Scritto da: Alex Pugsley

### Trama
Alla Cascadia si terrà un importante torneo di doppio misto; Squib chiede a Sunny di fare coppia con lui e lei accetta. Sebastien invece vorrebbe chiederlo a Megan, ma non trovando il coraggio decide di giocare con Adena che glielo propone per fare un dispetto all'amica che non si decide a rivelare i suoi sentimenti per lui. Quando dopo l'allenamento lei prova a baciarlo però, lui la rifiuta; allora Adena, offesa, fa intendere a Cody che ci sia stato qualcosa. Quando Megan lo viene a sapere tiene il muso all'amica e non le parla, decidendo di non iscriversi al torneo; nel frattempo Squib e Sunny arrivano in finale, ma di certo non grazie al lavoro di squadra: Sunny infatti non lascia fare nulla al compagno. All'incontro decisivo si fronteggiano Squib e Sunny contro Sebastien e Adena: quest'ultima, capito l'errore, finge una distorsione per permettere all'amica di giocare al suo posto.

## Il fascino del campione
- Titolo originale: 30/A
- Diretto da: Paolo Barzman
- Scritto da: Alex Pugsley

### Trama
Alla Cascadia arriva in visita un ex studente ed ora grande campione di tennis, Francois Cochet, per cui Adena e Sebastien hanno un debole; Squib invece è preoccupato per le qualificazioni alle regionali: il suo primo incontro lo vedrà sfidare un ragazzo prodigio chiamato "il Muro"; Cody gli consiglia di parlarne con suo padre, lo psicologo della scuola. L'unico risultato è però una lite con Sebastien, che aveva intenzione di aiutarlo, e la decisione di lasciare la scuola. Adena, diventata guida ed allieva di Francois, viene invitata da questi a cena fuori; quando scopre che l'invito era rivolto anche alla sua fidanzata ci resta molto male. Alla fine Squib, superato il momento di crisi, riesce a battere "il Muro" che, si scopre, è stato l'ultimo avversario di suo fratello Ryan, deceduto proprio durante quella partita per un attacco di cuore.

## Superstizioni
- Titolo originale: Megan et la secte vaudou
- Diretto da: Craig Pryce
- Scritto da: Phil Price & Myles Hainsworth

### Trama
Megan scopre che tutti i suoi amici hanno un oggetto porta-fortuna, soltanto lei non crede in queste superstizioni e per dimostrare a tutti che per vincere conta soltanto la preparazione, ruba di nascosto tutti gli oggetti fortunati. Il giorno dopo però pare che davvero nessuno sappia più giocare; quando lei decide di restituire ciò che ha preso scopre che tutti quanti gli oggetti sono misteriosamente scomparsi dal loro nascondiglio. È costretta così a confessare ciò che ha fatto agli amici che per superare il problema si rivolgono allo psicologo Meyers. Alla fine, dopo aver fatto credere a Megan di essere completamente incapaci di giocare le confidano di aver preso loro i portafortuna, con l'aiuto di Cody, per farle imparare la lezione.

## Alla conquista di Monique
- Titolo originale: Drague: mode d'emploi
- Diretto da: Craig Pryce
- Scritto da: Alex Pugsley

### Trama
Monique è la fisioterapista della scuola: tutti i ragazzi vanno pazzi per lei: Adena e Megan scommettono contro Sebastien che Squib non avrà nessuna possibilità con lei. Dopo aver finto malesseri più volte per farsi curare, senza risultato, durante un allenamento assieme a Cody si provoca una distorsione alla caviglia e finalmente ha la sua possibilità. L'unica cosa che otterrà però sarà il fatto che lei e il suo ex fidanzato si rimettano insieme grazie ai suoi consigli; Sebastien riesce comunque a vincere la scommessa dal momento che Monique si sente in debito con lui.

## L'invenzione di Squib
- Titolo originale: L'inventione du siècle
- Diretto da: Paolo Barzman
- Scritto da: Skander Halim

### Trama
Adena, battuta di nuovo da Sunny, cerca in tutti i modi possibili di sbarazzarsi di lei convincendola a cambiare scuola; quando sta per andarsene però le chiede di restare, ma ormai è troppo tardi. Squib è alle prese con un compito di scienze e decide di inventare un tipo di racchietta nuovo e molto innovativo; il progetto piace così tanto ch il preside della Cascadia decide di brevettarlo: l'unico problema è che Squib ha copiato il progetto da un sito internet, si tratta perciò di plagio. Per risolvere entrambe le situazioni decidono di far disputare a Sunny una partita con la racchetta di Squib: fingendo di perdere il match l'esaminatore della nuova scuola si rifiuterà di farla entrare e il preside perderà ogni interesse per la racchetta; tutto questo è possibile grazie a Cody e lei e Squib si riavvicinano di nuovo.

## Il record
- Titolo originale: Megan et Sébastien
- Diretto da: Paolo Barzman
- Scritto da: Derek Schreyer

### Trama
A scuola arriva un nuovo tennista, Cameron White, che stringe subito amicizia con Cody provocando la gelosia di Squib; Adena invece è furiosa dal momento che Megan è stata scelta per partecipare ad un torneo europeo e lei no. Anche Sebastien è stato scelto e da quando lui non c'è Squib non vince più un incontro. Adena decide di dover rilanciare la sua immagine e chiede a Sunny di aiutarla a battere il record di palleggi con racchetta. Rick, anch'egli intenzionato ad apparire nella rivista dei record decide di sabotare la loro performance, ma senza successo; nel frattempo Cameron sfida Squib per giocarsi il posto nel gruppo A e riesce a vincere. A questo punto l'allenatore da la terribile notizia: l'aereo su cui viaggiavano Megan e Sebastien è precipitato e non ci sono superstiti.

## La vita continua
- Titolo originale: La Vie après
- Diretto da: Paolo Barzman
- Scritto da: Derek Schreyer

### Trama
I ragazzi sono sconvolti per la morte dei loro amici: soprattutto Adena, amica di Megan dall'infanzia e Squib, che aveva stretto con Sebastien un rapporto speciale. Quando arriva Tannis McTaggart, la nuova compagna di stanza, Adena va su tutte le furie col preside; anche Squib non è contento della provvisoria sistemazione con Rick. Alla fine entrambi riusciranno ad attraversare questa crisi grazie all'aiuto dei nuovi arrivati, Cameron e Tannis.

## Il sorvegliante
- Titolo originale: Justin contre-attaque
- Diretto da: Paolo Barzman
- Scritto da: Matt MacLennan

### Trama
A scuola rispunta Justin Powers che questa volta punta Tannis, Adena le consiglia di stare alla larga da lui; anche Cameron non vede di buon occhio la cosa dal momento che lei gli piace. Tra i due nasce così una competizione e lei sta al gioco. Nel frattempo qualcuno, per guadagnare un giorno di riposo, smonta la rete dal campo e rende impossibile a chiunque giocare a tennis; riesce anche ad incastrare Rick che viene sospeso dal suo incarico di sorvegliante. Viene sostituito da Sunny e, per sua sfortuna, Squib dovrà farle da schiavo ed eseguire ogni suo ordine. Cameron e Justin si lanciano una sfida a tennis, ma finiscono per fare a botte; Justin confessa che è stato cacciato dalla squadra di hockey e che ha intenzione di entrare alla Cascadia. Cody nel frattempo confessa a Squib e a Rick di essere stata lei a togliere la rete per poter andare al cinema con il primo senza che ci fosse il secondo a spifferare tutto al preside.

## Nata per il jet set
- Titolo originale: Le choix d'Adena
- Diretto da: Paolo Barzman
- Scritto da: Alex Epstein

### Trama
Adena è stata scelta per un famoso torneo australiano, ma sfortunatamente non potrà parteciparvi a causa di uno stiramento al ginocchio; anche Squib è in crisi: non riesce a trovare i suoi boxer fortunati e sospetta di tutti. Quando Adena scopre che è Tannis la sostituta decide di volerci andare lo stesso e Cameron la sfida in campo facendola rendere conto del fatto che non è ancora pronta. Squib invece scopre che a "rubare" la sua biancheria era Cameron che si limitava a mettergliela nella cassettiera. Durante il periodo di convalescenza Adena capirà di avere una passione per la medicina; Tannis invece vincerà il torneo australiano.

## Questione di look
- Titolo originale: Mauvaise rèputation
- Diretto da: Paolo Barzman
- Scritto da: Alex Epstein

Adena e Tanis perdono la testa per un divo di passaggio, Jimmy Kane, e tentano in tutti i modi di attirare le attenzioni di quest'ultimo, a costo della loro amicizia. Quando si rendono conto che questi è decisamente vuoto di personalità, Adena e Tanis si uniscono per fargliela pagare. Nel frattempo Cody, lancia una propria marca di vestiario come nuovo hobby, e Squib non perderà occasione per ficcanasare.

## Un bravo coach
- Titolo originale: Racquet Strings & Vanity Mirrors

- Diretto da: Paolo Barzman

Cody e Squib continuano a farsi scherzi per decretare chi sia il più burlone: Squib le svita la saliera, lancia in aria dei palloncini cui è attaccata parte della biancheria intima di Cody. Dal suo canto, Cody tinge di verde i capelli dell'amico e riempie il suo armadietto di palline da tennis. Nel frattempo, il preside Bates annuncia che la scuola ha un nuovo sponsor, la C+C, che fornisce alle giovani promesse della Cascadia attrezzature (racchette, palline) decisamente di alta tecnologia ed anche nuovi capi di vestiario ed accessori per un look nuovo e alla moda per i ragazzi. Il coach Gunnerson, al contrario, prepara un allenamento che in un certo senso torna 'indietro nel tempo': proporrà, infatti, racchette e palline vecchio stampo, per far capire loro il vero spirito del gioco. I ragazzi non comprendono inizialmente, e sono attratti di gran lunga dalla versione moderna del tennis. Nonostante ciò, Gunnerson decide comunque di tenere in campo una lezione che coincide con l'arrivo della società della C+C che consegnerà le nuove attrezzature. Nessuno però vi partecipa, tranne Adena, che però poco dopo, vede l'amica Tanis con il nuovo look e decide di seguirla. Il coach la capisce e la lascia andare. Egli però, ormai sconfortato e non ritenendosi più idoneo ad insegnare alla Cascadia, si licenzia. I ragazzi a questo punto comprendono che l'obiettivo di Gunnerson era quello di migliorare loro in quanto giocatori, e non di ottimizzare le attrezzature, e così lo acclamano a gran voce, facendo in modo di farlo restare alla Cascadia. Cody e Squib decidono di darsi una tregua e puntano come vittima il preside Bates. La mattina seguente, i ragazzi trovano il campo chiuso, nel mezzo del quale vi è il letto della camera del preside Bates, il quale si sveglia e si nasconde dagli sguardi e dalle risa dei ragazzi, domandandosi come sia finito lì. Cody e Squib si rendono conto che nessuno dei due è stato a organizzare la scena. Si comprende, alla fine, che l'autore dello scherzo è proprio il coach Gunnerson.